# Comentários sobre o Pentateuco
"Comentários sobre o Pentateuco" foi o primeiro livro impresso em Lisboa. Foi escrito (em hebreu) por Moisés ben Nahman e publicado em 1489 por Eliezer Toledano. Está presentemente exposto em Paris, no Museu da arte e história do Judaísmo daquela cidade. Os judeus portugueses desempenharam um importante papel na cultura nacional da altura, sendo responsáveis pelos primeiros livros impressos em Portugal. No entanto, com a perseguição aos Judeus e a instauração da Inquisição em Portugal, a vida cultural portuguesa iria conhecer um retrocesso. Enquanto que uma grande parte dos judeus portugueses sabia ler (e fugiu de Portugal), a maioria (mais de 90%) dos católicos portugueses era analfabeta.